# Liste der denkmalgeschützten Objekte in Stetten (Niederösterreich)
Die Liste der denkmalgeschützten Objekte in Stetten enthält die 7 denkmalgeschützten, unbeweglichen Objekte der niederösterreichischen Gemeinde Stetten.

## Denkmäler
| Foto |                 | Denkmal                                                              | Standort                                           | Beschreibung | Metadaten |
| ---- | --------------- | -------------------------------------------------------------------- | -------------------------------------------------- | --- | --- |
| ja   | Datei hochladen | Bildstock St. Ulrichs-Marterl HERIS-ID: 21181 Objekt-ID: 17497       | Standort KG: Stetten                               | St. Ulrichs-Martel, Bildstock mit quadratischer Säule und Aufsatz. Ursprünglich 1772 errichtet, mehrmals renoviert und 2005 neu errichtet. | BDA-Hist.: Q37859631 Status: § 2a Stand der BDA-Liste: 2025-06-30 Name: Bildstock GstNr.: 85                                                                    |
| ja   | Datei hochladen | Bildstock Markus- oder Schauerkreuz HERIS-ID: 21182 Objekt-ID: 17498 | Standort KG: Stetten                               | Eine Steinsäule aus Sandschleifstein mit 4 Abbildungen. Erbaut 1697 (Schlacht bei Zenta). Erneuert 1866. Sie ist dem Evangelisten Markus geweiht, zu dessen Ehren an seinem Namenstag am 25. April in früheren Zeiten auch Prozessionen stattfanden. Renoviert 1991 und 2005 vom Dorferneuerungsverein generalsaniert. Der poröse Sandstein wurde hinterfüllt, gefestigt und mit einer speziellen Kalk-Sandmischung geschlämmt. Die Hinterglasbilder wurden neu angefertigt und eine Kupfertafel wurde angebracht.                                                      | BDA-Hist.: Q37859640 Status: § 2a Stand der BDA-Liste: 2025-06-30 Name: Bildstock Markus- oder Schauerkreuz GstNr.: 2574                                        |
| ja   | Datei hochladen | Wegkapelle hl. Rochus HERIS-ID: 21183 Objekt-ID: 17499               | Seebarner Straße 20, bei Standort KG: Stetten      | Kapelle mit Satteldach, erbaut 1668 wegen Abwendung der Pest. | BDA-Hist.: Q37859668 Status: § 2a Stand der BDA-Liste: 2025-06-30 Name: Wegkapelle hl. Rochus GstNr.: 2408 Wegkapelle hl. Rochus, Stetten                       |
| ja   | Datei hochladen | Wegkapelle hl. Johannes Nepomuk HERIS-ID: 21184 Objekt-ID: 17500     | Seebarner Straße 2, gegenüber Standort KG: Stetten | Kapelle in Barockstil mit dreiseitigen Türen und Fenster aus Lärchenholz. Im Inneren befindet sich eine Nepomuk- und zwei Engelstatuen unter einer in blau gehaltenen Kreuzgewölbedecke. Inschrift vordere Türe: "A.D. MCMLXXXI". Wurde vermutlich 1710 von 2 bediensteten Frauen des Grafen Wilczek in Seebarn erbaut. Renoviert 1856. | BDA-Hist.: Q37859677 Status: § 2a Stand der BDA-Liste: 2025-06-30 Name: Wegkapelle hl. Johannes Nepomuk GstNr.: 2437/1 Wegkapelle hl. Johannes Nepomuk, Stetten |
| ja   | Datei hochladen | Pest-/Dreifaltigkeitssäule HERIS-ID: 21185 Objekt-ID: 17501          | Standort KG: Stetten                               | Dreifaltigkeitssäule mit sehr massivem Sockel, runder Säule und rundem Aufsatz. Im Aufsatz befinden sich Relief-Bilder und auf der Säule ein steinernes Kreuz. Erbaut von A. Roschütz. Die Säule wurde 1902 am Dreifaltigkeitssonntag eingeweiht. | BDA-Hist.: Q37859688 Status: § 2a Stand der BDA-Liste: 2025-06-30 Name: Pest-/Dreifaltigkeitssäule GstNr.: 2437/1                                               |
| ja   | Datei hochladen | Kath. Pfarrkirche hl. Ulrich HERIS-ID: 21186 Objekt-ID: 17502        | Standort KG: Stetten                               | Die Kirche zeigt in der Barbarakapelle (rechtes Seitenschiff) noch gotische Bauelemente und ein Sakramentshäuschen aus dem 14. Jahrhundert. Das Presbyterium stammt aus dem 15. Jahrhundert. Die barockisierte Kirche wurde 1903/04 um die Orgelempore verlängert und um das linke Seitenschiff verbreitert. Die Innenausstattung wurde nach dem Zeitgeschmack durch den aus St. Ulrich im Grödental stammenden Altarbauer Josef Riefesser neugotisch umgestaltet. 1977 erfolgte die Innenrenovierung, 1990 die Außenrenovierung, 1999 wurde der neue Fußboden verlegt. | BDA-Hist.: Q37859694 Status: § 2a Stand der BDA-Liste: 2025-06-30 Name: Kath. Pfarrkirche hl. Ulrich GstNr.: .129 Pfarrkirche Stetten                           |
| ja   | Datei hochladen | Wegkapelle hl. Maria HERIS-ID: 21187 Objekt-ID: 17503                | Hauptstraße 77, gegenüber Standort KG: Stetten     | Erbaut 1855 von Josef Zott; an deren Stelle war früher eine Mariensäule. | BDA-Hist.: Q37859700 Status: § 2a Stand der BDA-Liste: 2025-06-30 Name: Wegkapelle hl. Maria GstNr.: 2437/7                                                     |